# ダイナミックサタデー
ダイナミックサタデーは1970年5月〜1985年10月に放送されたHBCラジオの番組。

## 放送時間
- 毎週土曜 13:05～17:15 (時期により異なる)

## 出演者
- 田村英一（HBCアナウンサー）
- 松村栄（HBCアナウンサー）
- Mr.デーブマン（高田文之）（タレント）
- 三升家勝二（8代目三升家小勝）